# Кейфеб

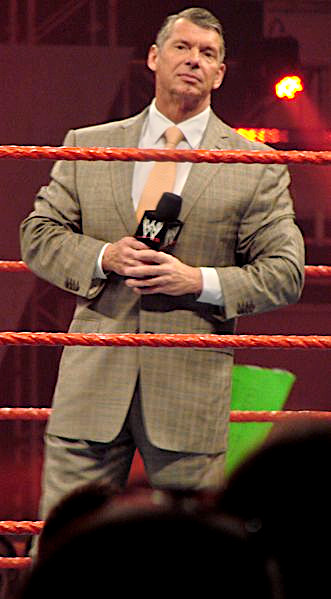
Винс Макмэн, председатель и главный исполнительный директор WWE, в 1989 году впервые признал, что реслинг не является соревновательным видом спорта

Кейфе́б (англ. kayfabe, МФА (амер.) /ˈkeɪfeɪb/) — термин реслинга, обозначающий изображение этого зрелища как непостановочного единоборства. Реслинг в действительности представляет собой инсценируемое представление, поединки в котором тщательно планируются и репетируются, чтобы свести к минимуму риск травм и смертей. В рамках кейфеба о реслинге говорят так, как если бы поединки были настоящими, всамделишными сражениями, а участники поединков — не актёрами, играющими определённые роли «героев» или «злодеев», а самими этими персонажами. Кейфеб представляет собой проекцию реслинга вовне. Слово «кейфеб» относится и к самой концепции изображения заведомо инсценированного зрелища как реального, и к искусству поддержания иллюзии: в 1980-х годах реслеры должны были строго соблюдать кейфеб и не выходить из роли на публике. Среди реслеров слово «кейфеб» использовалось и как напоминание о необходимости хранить профессиональные тайны — как оклик, призывающий собеседника перевести разговор на другую тему или замолчать: рядом находится посторонний.

## Этимология
Термин «кейфеб» вошёл в обиход во второй половине XX века, но его происхождение остаётся туманным. По одной из версий, он восходит к жаргону карнавальщиков и образован от слова fake («фальшивый», «притворный») или be fake («быть фальшивым», «притворяться»), изменённых наподобие поросячьей латыни — с перестановкой букв и добавления -ay-; впрочем, изменение слов согласно обычным правилам поросячьей латыни дало бы совсем другие варианты — ke-fay и ebay akefay соответственно. Другие варианты связывают его с латинским словом caveo («быть бдительным, быть настороже»), которое могло войти в жаргон через речь школяров в выражениях наподобие cave или keep cavey и французским Qui vive? — старинным окликом часовых со смыслом «стой, кто идёт?», ответом на который должна быть фраза vive le Roi! («да здравствует король!»). Истории о реслере по имени Кей Фабиан (англ. Kay Fabian), который был то ли немым, то ли, наоборот, неисправимым сплетником, вероятно, появились позже как попытка объяснить сленговое выражение.

## История
Американский журналист Марк Гриффин, описывая в книге 1937 года Fall Guys: The Barnums of Bounce «закулисные» аспекты реслинга, использовал термин work для матча, задуманного борцами как представление на публику, в противоположность shoot — «настоящим» поединкам, где соперники сражаются до победы. В 1934 году матч по борьбе, проходивший на стадионе Ригли-филд в Чикаго, рекламировали как «последний настоящий (shooting) матч в истории», намекая, что другие соревнования были постановочными; впрочем, на самом деле постановочным был и этот «последний настоящий» матч. 
В 1980-х годах постановочность реслинга оставалась секретом Полишинеля — всем известным, но всё же строго поддерживаемым; промоушены требовали от реслеров никогда не выходить из роли и, например, от исполнителей ролей фейсов («положительных») и хилов («отрицательных» персонажей), ведущих вражду — не появляться на публике вместе; в турах WWE даже арендовала для фейсов и хилов раздельные автобусы, чтобы они не пересекались друг с другом. В 1987 году полиция Нью-Джерси задержала двух популярных реслеров — Джима Даггана и Железного Шейха — за распитие спиртных напитков в машине и хранение кокаина и марихуаны. Эта история немедленно превратилась для реслинг-индустрии в громкий скандал: Дагган был «фейсом», а Железный Шейх — «хилом», так что, выпивая вместе, они нарушали кейфеб. Дагган говорил, что «худшее, что с ним случилось» в результате ареста — что публика начала считать, что они с Железным Шейхом друзья, хотя это было и не так. 
В феврале 1989 года руководитель WWE Винс Макмэн дал показания перед сенатом штата Нью-Джерси, публично заверив законодателей, что реслинг является развлекательным представлением, а не спортивным состязанием — и, следовательно, не должен подвергаться ограничениям и требованиям, установленным для спорта. Это сделанное под присягой заявление, призванное сократить издержки промоушена, было необычайным нарушением кейфеба и было воспринято индустрией как нечто чрезвычайное; газета The New York Times писала: «промоутеры профессионального реслинга наконец-то признали, что... <реслеры> не опаснее друг для друга, чем Санта-Клаус, пасхальный заяц и зубная фея». Оно не стало немедленным концом кейфеба — скорее практики кейфеба разрушались постепенно на протяжении следующего десятилетия.
В 2011 году экономист и ведущий подкастов Эрик Вайнштейн предлагал ввести понятия «кейфеб» и «кейфебикация» в научный обиход: в его понимании «кейфебикация» означала добровольный переход от реальности к иллюзии — очевидной для всех участников процесса, но более привлекательной, чем реальность. Во времена президентства Дональда Трампа политологи пытались использовать термин «кейфеб» — в смысле «сконструированной реальности» — для описания политики Трампа и его стиля общения с народом: Трамп, большой поклонник реслинга и друг Винса Макмэна, в прошлом сам предоставлял для шоу свои площадки, как казино «Трамп-Тадж-Махал» и даже выступал ведущим в шоу WrestleMania, так что был знаком с практикой кейфеба.